# Porina flavoaurantiaca
Porina flavoaurantiaca är en lavart som beskrevs av P. M. McCarthy. Porina flavoaurantiaca ingår i släktet Porina och familjen Porinaceae.   Inga underarter finns listade i Catalogue of Life.